# Tuffi ai campionati europei di nuoto 2010 - Trampolino 3 metri femminile
La gara si è disputata il 14 agosto 2010 e vi hanno partecipato 23 atlete. Le prime 12 dopo il primo turno sono state ammesse alla finale.

## Medaglie
| Posizione | Atleta                 | Paese    |
| --------- | ---------------------- | -------- |
| Oro       | Nadežda Bažina         | Russia   |
| Argento   | Anastasija Pozdnjakova | Russia   |
| Bronzo    | Nóra Barta             | Ungheria |

## Qualifiche
| Pos. | Atleta                 | Nazione       | Punti  |
| ---- | ---------------------- | ------------- | ------ |
| 1    | Tania Cagnotto         | Italia        | 318,45 |
| 2    | Olena Fedorova         | Ucraina       | 302,40 |
| 3    | Uschi Freitag          | Germania      | 287,20 |
| 4    | Anastasija Pozdnjakova | Russia        | 278,55 |
| 5    | Anna Lindberg          | Svezia        | 277,35 |
| 6    | Nóra Barta             | Ungheria      | 277,00 |
| 7    | Nadežda Bažina         | Russia        | 276,30 |
| 7    | Francesca Dallapé      | Italia        | 276,30 |
| 9    | Lena Putigina          | Finlandia     | 269,60 |
| 10   | Grace Reid             | Gran Bretagna | 265,95 |
| 11   | Flóra Gondos           | Ungheria      | 261,80 |
| 12   | Veronika Kratochwil    | Austria       | 257,75 |
| 13   | Katja Dieckow          | Germania      | 255,10 |
| 14   | Ksenia Kondrashenkova  | Bielorussia   | 246,00 |
| 15   | Alicia Blagg           | Gran Bretagna | 240,95 |
| 16   | Jenfer Benitez         | Spagna        | 233,35 |
| 17   | Inge Jansen            | Paesi Bassi   | 224,70 |
| 18   | Anna Pysmenska         | Ucraina       | 210,20 |
| 19   | Marion Farissier       | Francia       | 206,45 |
| 20   | Marcella Maric         | Croazia       | 203,50 |
| 21   | Claire Febvay          | Francia       | 191,65 |
| 22   | Taina Karvonen         | Finlandia     | 172,60 |
| 23   | Çağla Tokat            | Turchia       | 162,25 |

## Finale
| Pos. | Atleta                 | Nazione       | Punti  |
| ---- | ---------------------- | ------------- | ------ |
|      | Nadežda Bažina         | Russia        | 324,10 |
|      | Anastasija Pozdnjakova | Russia        | 316,40 |
|      | Nóra Barta             | Ungheria      | 291,75 |
| 4    | Grace Reid             | Gran Bretagna | 276,20 |
| 5    | Anna Lindberg          | Svezia        | 265,85 |
| 6    | Tania Cagnotto         | Italia        | 263,65 |
| 7    | Flóra Gondos           | Ungheria      | 261,25 |
| 8    | Lena Putigina          | Finlandia     | 260,20 |
| 9    | Olena Fedorova         | Ucraina       | 255,00 |
| 10   | Uschi Freitag          | Germania      | 247,60 |
| 11   | Francesca Dallapé      | Italia        | 246,30 |
| 12   | Veronika Kratochwil    | Austria       | 234,45 |